# Матильда Вальдек-Пирмонтская
Матильда Вальдек-Пирмонтская (нем. Mathilde von Waldeck und Pyrmont; 10 апреля 1801 — 13 апреля 1825) — принцесса Вальдек-Пирмонтская, первая супруга герцога Евгения Вюртембергского.

## Биография
Матильда была третьей дочерью Георга I Вальдек-Пирмонтского и Августы Шварцбург-Зондерсгаузенской. 20 апреля 1817 года, когда ей исполнилось 16 лет, она вышла замуж за принца Евгения Вюртембергского, сына принца Евгения Фридриха Генриха Вюртембергского и его супруги Луизы Штольберг-Гедернской. По отцу он приходился родным племянником российской императрице Марии Федоровне, супруге императора Павла I. Таким образом, Евгений был двоюродным братом двум российским императорам: Александру I и Николаю I, а также Анне Павловне, королеве Нидерландов.
В браке родилось трое детей:
- Мария (1818—1888) — супруга Карла II Гессен-Филипстальского;
- Евгений Эрдман (1820—1875) — женился на принцессе Матильде Шаумбург-Липпской;
- Вильгельм Александр (1825)

Матильда скончалась во время третьих родов. В 1827 году Евгений заключил второй брак с принцессой Еленой Гогенлоэ-Лангенбургской, которая родила ему ещё четырёх детей.

## Титулы
- 10 апреля 1801 — 20 апреля 1817: Её Светлость Принцесса Вальдек-Пирмонтская
- 20 апреля 1817 — 13 апреля 1825: Её Королевское Высочество Герцогиня Вюртембергская